# Lobelia glaberrima
Lobelia glaberrima är en klockväxtart som beskrevs av Peter B. Heenan. Lobelia glaberrima ingår i släktet lobelior, och familjen klockväxter. Inga underarter finns listade i Catalogue of Life.